# Chesapeake, Virginia
Chesapeake je grad u američkoj saveznoj državi Virginiji.

## Stanovništvo
Prema popisu stanovništva iz 2000. godine grad je imao 199.184 stanovnika,
, 69.900 domaćinstava, i 54.172 obitelji. Prosječna gustoća naseljenosti je 225 stan./km²
Prema rasnoj podjeli u gradu živi najviše bijelaca 66.87%, Afroamerikanaca ima 28,53%, Azijata 1,84%, Indijanaca 0,39%, podrijetlo s pacifika 0,05%, ostale rase 0.70%, izjašnjeni kao dvije ili više rasa 1,62%. 

## Vanjske poveznice
- Službena stranica (engl.)

### Ostali projekti
|  | Zajednički poslužitelj ima još gradiva o temi Chesapeake, Virginia |